# Баддегама (підрозділ окружного секретаріату)
Підрозділ окружного секретаріату Баддегама — підрозділ окружного секретаріату округу Галле, Південна провінція, Шрі-Ланка. Складається з 70 Грама Ніладхарі.